# Chordaler Graph
In der Graphentheorie nennt man einen Graphen {\displaystyle G} chordal oder trianguliert, genau dann wenn er einer der folgenden äquivalenten Bedingungen genügt:
- Jeder induzierte Kreis ist ein Dreieck. Ein Kreis ist dabei induziert, genau dann wenn zwischen seinen Knoten keine weiteren Kanten im Ursprungsgraphen existieren.
- Jeder minimale a-b-Trenner zu zwei Ecken a und b ist eine Clique.
- Jeder induzierte Teilgraph enthält eine simpliziale Ecke (Rose, 1970), also eine Ecke, deren Nachbarn eine Clique bilden.
- G ist Schnittgraph einer Menge von Teilbäumen eines Baums (Gavril, 1974).

## Eigenschaften
In chordalen Graphen lässt sich die Berechnung der Parameter Cliquenzahl, chromatische Zahl, Unabhängigkeitszahl und Cliquenüberdeckungszahl – für beliebige Graphen NP-schwere Probleme – in Linearzeit durchführen.
Die Charakterisierung über simpliziale Ecken ermöglicht einen Chordalitätstest in Linearzeit. Als perfekte Eliminationsordnung bezeichnet man dabei eine Knotenreihenfolge {\displaystyle (v_{1},v_{2},\ldots ,v_{n}),V=\{v_{1},v_{2},\ldots ,v_{n}\}} des Graphen {\displaystyle G=(V,E)}, sodass für jeden Graphen mit der (durch Eliminierung der Knoten {\displaystyle v_{1}} bis {\displaystyle v_{i-1}}) eingeschränkten Knotenmenge {\displaystyle G_{i}=(\{v_{i},\ldots ,v_{n}\},E_{i})} gilt: {\displaystyle v_{i}} ist simplizial in {\displaystyle G_{i}}. Jeder (in Bezug auf die gewählte Ordnung) „kleinste“ Knoten in {\displaystyle G_{i}} bildet also mit seinen Nachbarn eine Clique.